# Manuele Anema
Manuele Anema (in greco Μανουήλ Ανεμάς?, Manouíl Anemás; ... – 1148) era un aristocratico e comandante militare dell'Impero bizantino durante i regni di Giovanni II Comneno e Manuele I Comneno.

## Biografia
Manuele Anema era un membro della famiglia Anema. Quattro fratelli Anema furono coinvolti in una grave congiura contro Alessio I Comneno nel 1105.
È singolare che nella generazione successiva un membro della stessa famiglia, Manuele, abbia sposato la principessa porfirogenita Teodora Comnena, figlia di Giovanni II e della sua imperatrice, Eirene d'Ungheria. Con questo matrimonio Giovanni II potrebbe aver cercato di minimizzare politicamente la minaccia di una famiglia potenzialmente pericolosa. Di certo stava perseguendo una politica volta a portare "nuova linfa" nella famiglia imperiale e nei circoli di governo.
Manuele fu celebrato dal poeta di corte bizantino Teodoro Prodromo, che lo descrisse come un saggio generale e la "grande torre dei Rhomaioi", Rhomaioi sono i Romani, come i Bizantini si riferivano a se stessi. Anche se Anema sembra essere stato un militare di spicco, poche informazioni sulle sue imprese sono giunte fino a noi.
Manuele Anemas morì nel 1148; si conserva un lamento funebre datato alla Settimana Santa di quell'anno da Prodromo, per "'Kyrios Manuele Anema, il fortunatissimo genero del defunto basileus e autokrator dei Romani Giovanni il Porphyrogennētos".

## Matrimonio e discendenza
Manuele Anema e Teodora Comnena ebbero diversi figli:
- Alessio Comneno[6] (nato intorno al 1131 o intorno al 1133/1135 - morto intorno al1155/1157), sposò Anna Comnena Ducaina, una pronipote di Alessio I (forse una nipote del fratello di Alessio, Isacco Comneno). Morì di qualche malattia, forse tubercolosi, e morì in giovane età; la moglie lo seguì poco dopo. La coppia ebbe un figlio, di cui non si sa altro[7].
- Una figlia, forse di nome Irene (nata intorno al 1132), sposò un marito di cui non si conosce il nome ed ebbe almeno una figlia, Teodora, moglie di Andronico Laparda[8].
- Una figlia, forse di nome Maria (nata nel 1133 circa), sposò Giovanni Angelo, nipote di Costantino Angelo e insigne comandante militare. Il matrimonio rimase senza prole[9].
- Eudocia (nata nel 1142 circa), sposò l'erudito Teodoro Stippeiote, che divenne primo ministro di Manuele I. La coppia ebbe diversi figli, ma si conosce solo il nome di uno di essi, Manuele[10].